# 奈迈什比克
奈迈什比克，是匈牙利佐洛州所辖的一个村，总面积9.98平方公里，总人口689，人口密度69.0人/平方公里（2010年1月1日）。